# Känguru-Methode

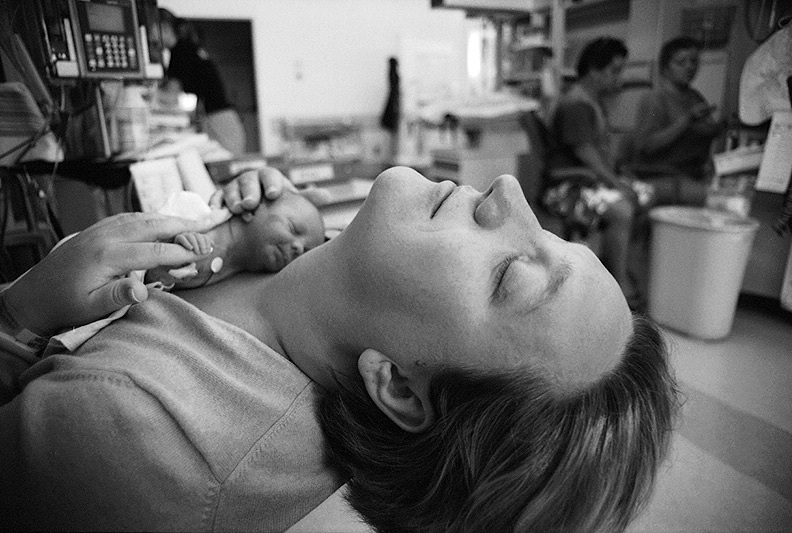
Eine Mutter trägt ihr zehn Wochen zu früh geborenes Kind auf dem Oberkörper (2002)

Als Känguru-Methode (englisch Kangaroo care), auch Känguruing oder Känguruhing, wird in der Neugeborenenmedizin eine Methode bezeichnet, bei der ein Neugeborenes (meist ein Frühgeborenes) Haut an Haut auf den Oberkörper der Mutter oder des Vaters gelegt wird.
Die Methode wurde zunächst in Gebieten angewandt, in denen Inkubatoren nicht verfügbar oder nicht hinreichend zuverlässig waren. Sie findet heute weite Verwendung in der Betreuung von Frühgeborenen. Die Bezeichnung lehnt sich an die Fortpflanzung von Beuteltieren, insbesondere Kängurus, an, die ihren noch unreifen Nachwuchs einige Zeit am Körper tragen.

## Geschichte
Aufgrund steigender Sterblichkeit am Instituto Materno Infantil in Bogotá (Kolumbien) entwickelte der Arzt Edgar Rey Sanabria, ein Professor für Neonatologie an der Universidad Nacional de Colombia, eine Methode, um den Mangel an Inkubatoren, Betreuungspersonal und weiteren Mitteln zu mindern. Er schlug vor, frühgeborene Kinder regelmäßig in Hautkontakt mit ihren Müttern zu bringen, um die Neugeborenen dadurch warmzuhalten und zu stillen.
In den frühen 1990er Jahren fand die Methode weite Verbreitung in den Vereinigten Staaten. Wurden zunächst nur Frühgeborene damit versorgt, fand die Methode später auch Verwendung bei Normalgeborenen.
Bei einer Umfrage unter 323 Frühgeboreneneinrichtungen in Deutschland, an der sich 162 beteiligten, gaben 160 der befragten Einrichtungen an, die Känguru-Methode zu verwenden.

## Auswirkungen

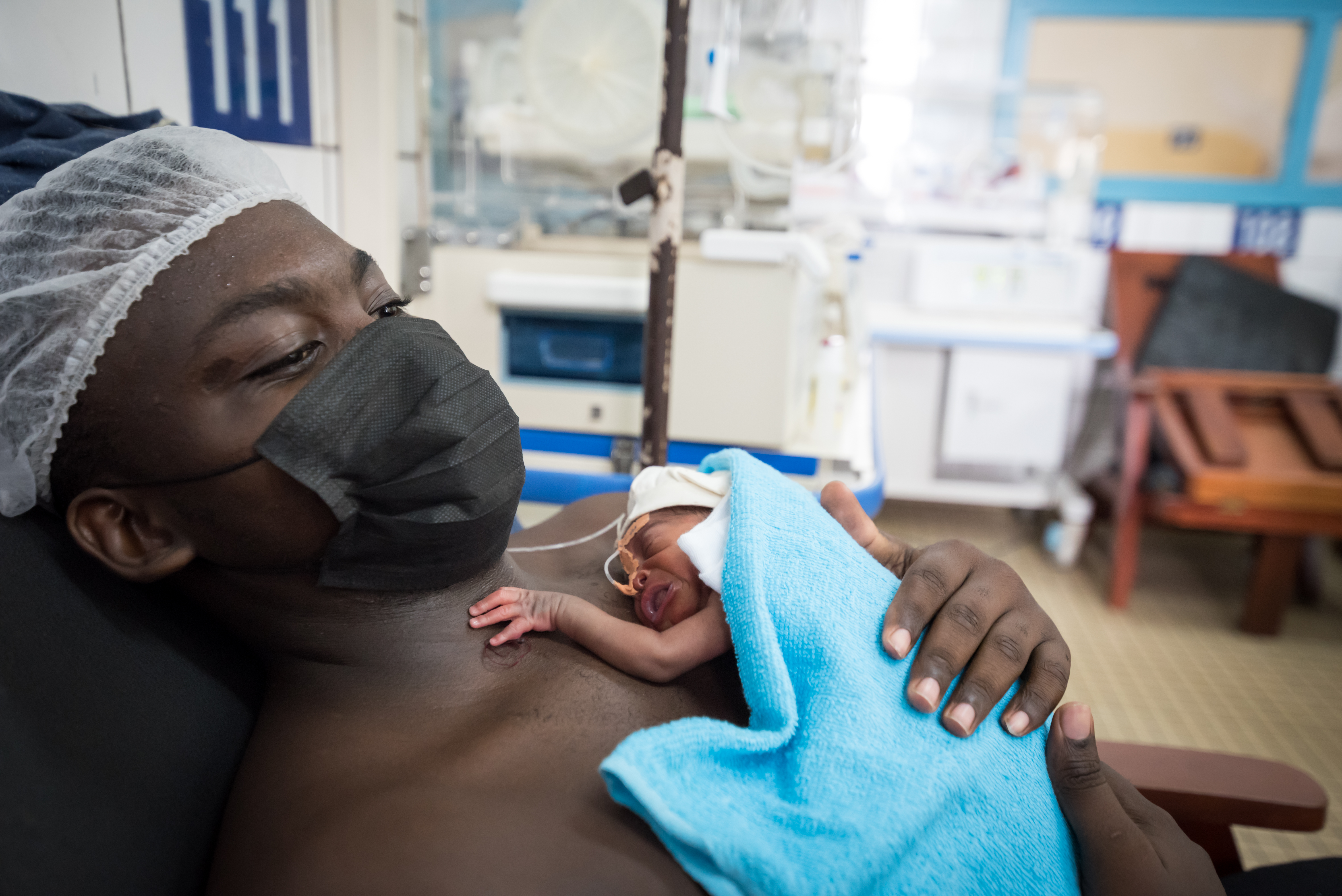
Känguru-Methode in Kamerun (2021).

Frühgeborene, die mit der Känguru-Methode versorgt werden, haben eine höhere Überlebenswahrscheinlichkeit und sind weniger anfällig für schwere Krankheiten, darunter Krankenhausinfektionen und Atemwegserkrankungen. Verbesserungen sind ebenfalls bei Körpertemperatur, Herzschlag und Atemfrequenz nachweisbar.
Weitere Studien deuten auf eine bessere geistige Entwicklung, geringeren Stress, weniger Schmerzreaktionen sowie positive Auswirkungen auf Wachstum und motorische Entwicklung hin. Darüber hinaus konnte der Anteil der Frühgeborenen, der ausschließlich durch Stillen gefüttert wird, gesteigert werden. Die Methode kann sich positiv auf die Mutter-Kind-Beziehung auswirken. Sie wirkt sich positiv auf die Zufriedenheit und Zuversicht der Eltern aus.